# Sauropus harmandii
Sauropus harmandii är en emblikaväxtart som beskrevs av Lucien Beille. Sauropus harmandii ingår i släktet Sauropus och familjen emblikaväxter.
Artens utbredningsområde är Kambodja. Inga underarter finns listade i Catalogue of Life.